# Eretmotus planifrons
Eretmotus planifrons är en skalbaggsart som beskrevs av Lewis 1907. Eretmotus planifrons ingår i släktet Eretmotus och familjen stumpbaggar. Inga underarter finns listade i Catalogue of Life.